# Over (High and Mighty Color)
OVER è il singolo d'esordio degli High and Mighty Color.

## Il disco
È stato pubblicato il 24 novembre 2004 sotto la loro etichetta indipendente, Spice Records; era conosciuto come il "singolo fantasma", perché solo 2 000 copie furono stampate. Il 20 aprile 2005 uscì in una versione del tutto differente successivamente inserita nell'album G∞VER; si è quindi fatto riferimento con "OVER" alla seconda versione del singolo (quella contenuta nell'album), mentre la prima versione viene detta "indies version". OVER è stata utilizzata nello spettacolo televisivo Matthew's Best Hit TV Plus.
La prima versione della title track venne successivamente inserita nella videocompilation VIDEO G∞VER, col titolo cambiato in OVER (Precious Ver.); la seconda versione venne invece inserita nella compilation 10 Color Singles, e una versione live in BEEEEEEST.

## Lista tracce

### Prima edizione (indie version)
Testi e musiche degli High and Mighty Color.
1. OVER – 4:03
2. OVER 〜Kijimuna–party mix〜 (OVER 〜キジムナーparty mix〜?) – 6:09

### Seconda edizione
Testi e musiche degli High and Mighty Color.
1. OVER – 4:02
2. change – 3:34
3. Insomnia (インソムニア?) – 4:40
4. OVER (Instrumental) – 4:03

## Formazione
- Mākii – voce
- Yūsuke – voce
- Kazuto – chitarra solista, cori
- MEG – chitarra ritmica, cori
- Mai Hoshimura – tastiere[1]
- Mackaz – basso
- SASSY – batteria